# 경주 이견대
경주 이견대(慶州 利見臺)는 대한민국 경상북도 경주시 감포읍에 있는 신라의 유적건조물이다. 1967년 8월 1일 대한민국의 사적 제159호로 지정되었다.

## 개요
삼국통일을 이룬 신라 제30대 문무왕의 수중릉인 대왕암이 가장 잘 보이는 곳에 위치한 건물이다. 죽어서도 용이 되어 나라를 지키겠다는 문무왕의 호국정신을 받들어 31대 왕인 신문왕이 681년에 세웠다.
신문왕은 해변에 감은사라는 절을 짓고, 용이 된 아버지가 절에 들어와서 돌아다닐 수 있도록 법당 밑에 동해를 향하여 구멍을 하나 뚫어 두었다. 그 뒤에 용이 나타난 곳을 이견대라고 하였다는 기록이 있다. 또 이견대에서 신문왕이 용으로부터 세상을 구하고 평화롭게 할 수 있는 옥대와 만파식적이라는 피리를 하나 받았다고도 한다. 이견대라는 이름은 신문왕이 바다에 나타난 용을 보고 나라에 크게 이익이 있었다는 뜻을 포함한 말인데, 『주역』의 ‘비룡재천 이견대인(飛龍在天 利見大人)’이란 문구에서 따온 것이다.
발굴조사 때 건물이 있던 자리가 발견됨으로써 신라의 건축양식을 추정하여 오늘날 새롭게 다시 지었다.

## 같이 보기
- 문무왕

## 참고 문헌
- 경주 이견대 - 국가유산청 국가유산포털